# 立河宜子
立河 宜子（たちかわ のりこ  1970年1月14日 - ）は、エステサロンを経営する日本の実業家で、元女優、元タレント、株式会社BASIC BEAUTY代表取締役。

## 来歴・人物
東京文化学園ビジネスアカデミー卒。OLを経て、1993年に第19代クラリオンガールに選ばれ、芸能界入りする。翌1994年「あなたとなら〜君がいれば〜」（永岡昌憲の「君がいれば〜あなたとなら〜」と同じメロディーで違う歌詞の楽曲）でCDデビュー。他に女優、タレントとしても活動しドラマやバラエティー番組に出演した。
芸能事務所クィーンズアベニューアルファ、スタッツ、ケイダッシュに所属していた。
2001年、医師と結婚。これを機に芸能界を引退したが、2005年に離婚。その後エステティシャンに転身した。

## 出演

### テレビドラマ
- 愛してるよ!（1993年、テレビ朝日）
- お願いデーモン!（1993年、フジテレビ）
- 噂の探偵QAZ（1994年・1995年、日本テレビ）
- この世の果て（1994年、フジテレビ）
- 青空にちんどん（1994年、NHK）
- 東京SEX「コールガール」（1995年、フジテレビ）
- 沙粧妙子-最後の事件-（1995年、フジテレビ）
- 上品ドライバー第6話・8話（1996年、フジテレビ）
- 木曜の怪談「MMR未確認飛行物体」（1996年、フジテレビ）
- 夜の虹（1996年、TBS）
- 東京SEX「Y談」友情出演（1996年）
- 金曜エンタテイメント「金田一耕助シリーズ 女怪」（1996年4月26日、フジテレビ） - 村上ユキ 役
- 家政婦は見た!「名門ファッションデザイナー家族の乱れた秘密」（1997年、テレビ朝日）　- 山本美咲 役
- きらきらひかる（1998年、フジテレビ）
- ラブ・アゲイン（1998年、TBS）
- せつない「ラストソング」（1998年、テレビ朝日）
- 元禄繚乱（1999年、NHK）
- 夜逃げ屋本舗（1999年、日本テレビ）
- P.S. 元気です、俊平（1999年、TBS）
- 傷だらけの女（1999年、フジテレビ）
- はぐれ刑事純情派　第13シーズン　第20話「殺人アリバイの謎!面会を拒んだ女」（2000年、テレビ朝日 / 東映） - 沢田涼子　役
- 生きるための情熱としての殺人（2001年、テレビ朝日）

### 映画
- 右向け左!自衛隊へ行こう（1995年、ケイエスエス）
- シュラバヤランコ（1995年）
- 勝手に死なせて!（1995年）
- 人間椅子（1997年）
- ロンタイBABY（1997年）
- 湘南純愛組（1997年）
- 本気7 激突編（1997年）
- バブルと寝た女たち（1998年、円谷映像）

### バラエティ番組
- 笑っていいとも!（1993年、フジテレビ）
- ビートたけしのつくり方（1993年、フジテレビ）北野芸能塾のレギュラー。
- 全国高等学校クイズ選手権（1996年、日本テレビ）
- ものまねバトル（1996年 -　日本テレビ)
- アメジャリチハラ (1996年 テレビ朝日) 宮迫博之の看板キャラ、轟さんの初登場企画に登場。
- ナイナイナ（1997年、テレビ朝日）
- THE 夜もヒッパレ（1997年 - 日本テレビ）
- ダウンタウンのガキの使いやあらへんで!!（1998年、日本テレビ）
- ワンダフル（1999年 - 2001年、TBS）
- ダウンタウンDX（1997年 - 、日本テレビ）
- 関口宏の東京フレンドパークII（2000年、TBS）
- 恋のから騒ぎ（2000年、日本テレビ）
- あんたにグラッツェ!（2001年、中京テレビ）

## CM
- クラリオン（1993年）
- ライオン - RAYブロック（1993年）
- 日清製粉 - キャラット5つの味（1995年）
- 昭和シェル石油 - 史上最大の法則II（1995年）
- 日本コカコーラ - キュン（2000年）

## 出版物・CD
CD
- あなたとなら～君がいれば 1994年05月25日 トゥナイト2（テレビ朝日）エンディングテーマ

写真集
- 反逆のシンデレラ 1992年11月30日 電波新聞社
- IRIE!!! 1993年7月1日 興陽館書店
- eyes. 1995年10月10日 ワニブックス
- warning 1999年9月1日 ワニブックス

ビデオ
- NORIKO 1992年11月25日 クラリオンソフト
- IRIE!!! 1993年5月25日 クラリオンソフト